# Ignacy Rudawiec
Ignacy Rudawiec (ur. 25 marca 1986) – polski judoka.
Były zawodnik KŚ AZS Gliwice (2000-2012). Srebrny medalista zawodów Pucharu Europy juniorów (Paks 2015). Czterokrotny medalista mistrzostw Polski seniorów: dwukrotny srebrny (2008, 2009) i dwukrotny brązowy (2006, 2010) w kategorii do 66 kg. 